# Стирча
Стирча (рум. Stîrcea) — село у Глоденському районі Молдови. Адміністративно підпорядковане місту Глодяни.

## Населення
За даними перепису населення 2004 року у селі проживали 320 осіб.
Національний склад населення села:
| Національність       | Кількість осіб | Відсоток |
| -------------------- | -------------- | -------- |
| поляки               | 121            | 37,8%    |
| молдавани            | 100            | 31,3%    |
| українці             | 75             | 23,4%    |
| росіяни              | 22             | 6,9%     |
| інша / без відповіді | 2              | 0,6%     |
| Всього               | 320            | 100%     |